# 22639 Nickanthony
22639 Nickanthony (1998 MP32) là một tiểu hành tinh vành đai chính được phát hiện ngày 24 tháng 6 năm 1998 bởi nhóm nghiên cứu tiểu hành tinh gần Trái Đất phòng thí nghiệm Lincoln ở Socorro.